# Abram Kardiner
Abraham Kardiner (ur. 17 sierpnia 1891 w Nowym Jorku, zm. 20 lipca 1981 w Easton) – amerykański antropolog kultury i psychoanalityk, główny przedstawiciel orientacji freudowskiej.

## Życiorys
Od 1936 organizował seminarium antropologiczne, gdzie współpracował z Ralphem Lintonem, analizował tam materiał badawczy wykorzystując analizy antropologiczne i psychologiczne.
Poświęcił się budowaniu wyjaśnień związanych z antropologią kultury. Poszukiwał odpowiedzi na pytania o źródła i motywy działań człowieka. Dokonał rewizji freudyzmu i przekształcił wiedzę wiedeńskiego uczonego na pożytek antropologicznych badań terenowych. Freud uważał, że w procesie kształtowania osobowości największy nacisk powinno się kłaść na doświadczenie zdobyte w dzieciństwie, popędy biologiczne oraz stosunki z rodzicami. Kardiner rozszerzył tę koncepcję i w swoich badaniach terenowych postarał się o odnalezienie innych źródeł różnic osobowościowych.
Kardiner podzielił instytucje na dwie kategorie: na pierwotne i wtórne. Instytucje są to sposoby ludzkiego postępowania, myślenia, wierzenia i odczuwania.
Pierwotne instytucje – są odpowiedzialne za formowanie się postaw osobowości ludzkiej. Działają w okresie niemowlęctwa i wczesnego dzieciństwa. Wiążą się z procesem tłumienia popędów pierwotnych. Są to praktyki socjalizacyjne, jakie każda grupa wytworzyła aby przygotować ich do życia w społeczeństwie i kulturze.
Wtórne instytucje – umożliwiają przystosowanie jednostki do otoczenia, umożliwiają zaspokajanie ludzkich potrzeb, należą do nich religia, rytuały, folklor, mitologia, systemy tabu – to co pozwala odnaleźć się nam w grupie. Instytucje kultury wpływają na naszą osobowość.
Niektóre prace Kardinera:
- The Indyvidual and His Society (1939)
- The Psychological Frontiers of Society (1945)